# Shinai Kyōgi

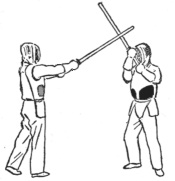
Shinai-Kyōgi-Szene nach einer Grafik von 1952

Shinai Kyōgi (jap. 撓競技) war ein japanischer Kampfsport, der nur wenige Jahre um 1950 betrieben wurde, das moderne Kendō aber deutlich beeinflusste.

## Geschichte
In der Besatzungszeit in Japan wurden durch das japanische Erziehungsministerium die Ausübung der Budō-Disziplinen Karate, Kyūdō, Kendō und Naginata  1945 als Schul- und Universitätssport verboten, weil sie als Erziehungsmittel des Militarismus galten. Um dieses Verbot zu umgehen, entwickelten einige Kendō-Lehrer eine Variante des Kendō. Im März 1950 wurde der „Alljapanische Shinai-Kyōgi-Verband“ (全日本撓競技連盟, Zen Nippon Shinai Kyōgi Renmei) gegründet. 1952 wurde Shinai Kyōgi als Sportart akzeptiert und Schulsport. 1952 endete die Besatzungszeit mit dem Friedensvertrag von San Francisco. Im Oktober 1952 wurde der Alljapanische Kendōverband wiedergegründet. 1954 schlossen sich beide Verbände zusammen. Kendō verdrängte das Shinai Kyōgi vollständig, übernahm aber einige Regeln.

## Ausrüstung
Shinai Kyōgi sollte sich schon äußerlich vom Kendō unterscheiden. Die Sportler trugen weiße Hosen und Hemden. Dazu kam eine weiße Fechtmaske in der Art, wie sie beim europäischen Fechten benutzt wird. Statt Dō und Tare wurde eine gepolsterte Schutzweste getragen, die Protektor (プロテクタ purotekuta) genannt wurde. Diese ähnelte der im Taekwondo benutzten Weste, jedoch hatte sie noch drei hängende Lappen, die Hüften und Unterleib schützen sollten. Die seitlichen Trefferflächen am Rumpf wurden teilweise farblich hervorgehoben. Sportschuhe und Schutzhandschuhe, wie die Kote beim Kendō, vervollständigten die Ausrüstung. 
Das Shinai unterschied sich deutlich von dem im Kendō genutzten. Es war maximal 1,15 Meter lang und ähnelte im Aufbau einem Fukuro Shinai. Es bestand aus vier Bambusspleißen, die im mittleren Drittel der Länge noch einmal und im vorderen Drittel schließlich noch einmal längs zu 16 Spleißen aufgeteilt wurden. Dieses Bambusbündel steckte in einer Schutzummantelung aus Leder, Stoff oder auch Gummi.

## Regeln

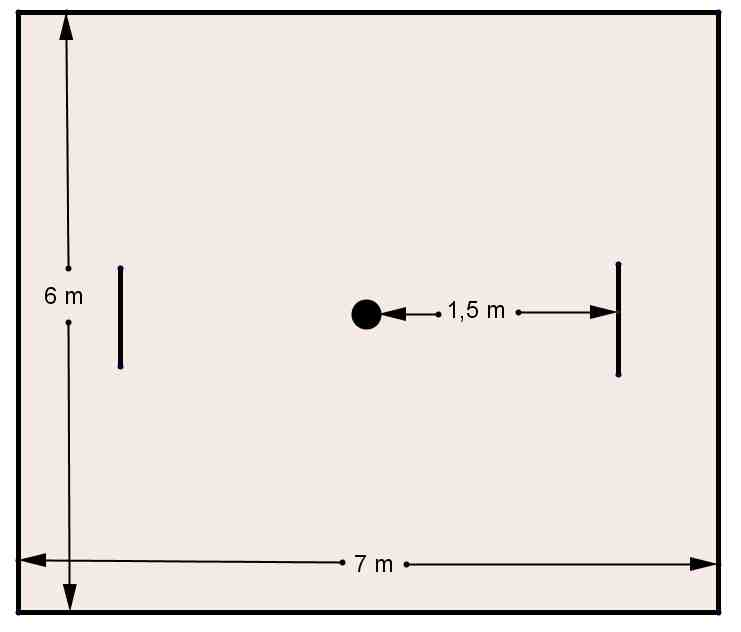
Die Kampffläche nach einer Grafik aus dem Buch Kendō to shinai kyōgi von 1952

Zahlreiche Regelveränderungen sollten aus der Budō-Kampfkunst Kendō eine moderne Sportart machen, die mehr dem westlichen Fechten ähnelte. 
Im Gegensatz zum Vorkriegs-Kendō und dem zu Kriegszeiten wurden die Kampfzeit und Kampffläche beschränkt. Letztere maß 6 mal 7 Meter. Statt eines Kamprichters (Shimpan), der entschied, ob ein Hieb mit einem echten Schwert erfolgreich gewesen wäre, wurden drei Kampfrichter eingeführt, die eine rote und eine weiße Fahne zur Anzeige der Punkte nutzten. Bisher gewann der Erste, der einen oder zwei Punkte hatte, nun gewann, wer in der vorgegebenen Kampfzeit die meisten Punkte erzielte. Techniken, die ein höheres Verletzungsrisiko mit sich brachten, wurden verboten. Dazu gehörten auch Fußfeger (wie man sie heute noch im Jūdō findet) und Stöße zur Brust (mune-tsuki). Auch die damals noch vorkommenden Ringkämpfe um den Kopfschutz (Men) wurden verboten. Das Kiai (Kampfschrei) wurde abgeschafft.